# Ramka odczytu
Ramka odczytu – faza, w której jest czytany układ kodonów w mRNA w czasie translacji. Spośród trzech możliwości rybosom wybiera jedną, właściwą, zaczynającą się od określonego kodonu AUG. Jeżeli jednak zdarzy się insercja lub delecja niepodzielnej przez trzy liczby kolejnych nukleotydów ramka odczytu może zostać przesunięta.
Otwarta ramka odczytu (ORF od ang. open reading frame) to ramka odczytu zawierająca kodon start i kodon stop.